# Asplenium achilleifolium
Asplenium achilleifolium es una especie de helecho de la familia de las aspleniáceas.

## Descripción
Es un helecho terrestres,  con rizoma de 1.5-5 x 0.5-1.5 cm, suberecto, con raíces alambrinas; escamas desde diminutas hasta 1.5-8 x 0.8-2.5 mm, en el rizoma y la base del pecíolo, ovadas a deltado-lanceoladas clatradas, pardas a negruzcas, lustrosas, los márgenes subenteros o irregularmente dentados, el ápice delgado, las escamas sobre el pecíolo, el raquis y las costas más pequeñas, torcidas, con dientes cortos; hojas 22-120 x 8-26 cm, en fascículos abiertos; pecíolo 7-40 x 1.5-4 mm, pardo o pardo-grisáceo, no alado, glabrescente, quebradizo sin dejar fibras vasculares; lámina 15-80 x 8-26 cm, 1-pinnada-pinnatífida, lanceolado-ovada, ligeramente angostada en la base, el ápice acuminado; raquis subterete proximalmente, marginado a angostamente verde alado distalmente, pardusco o purpúreo abaxialmente, con escamas piliformes o laceradas especialmente en la unión con las pinnas abaxialmente, glabrescente, sin yemas; surco adaxial con escamas piliformes; pinnas (11-)15-25 pares, 3.5-21 x 0.5-4(-5) cm, las más grandes las inframedias, equiláteras, linear-lanceoladas a lanceoladas, aladas uniformemente (las alas 1-1.5 mm de ancho a cada lado de la costa, verdes), ocasionalmente con escamas piliformes en el envés, subsésiles, con una base corta cartilaginosa, atenuadas a largamente acuminadas con un ápice serrado y caudado; costas prominentes y a menudo más pálidas en ambas superficies; últimos segmentos 15-20 pares, 5-25 x 2-5(-7 en hojas estériles) mm, oblongos, antrorsos, con 2-4 pares de dientes marginales, con tricomas glandulosos cortos adpresos, delgado herbáceos, verde vivo, ligeramente discoloros; soros 1.5-5 mm, en 2-4 pares en los segmentos; indusio 0.8-1.2 mm de ancho, subelíptico-sacciforme, diáfano, incoloro o tornándose pardo, subentero a eroso y a menudo ciliado con unos pocos tricomas apicalmente glandulosos; esporas oscuras, elipsoide-subglobosas, con espínulas cónicas diminutas sobre las crestas.

## Distribución y hábitat
Se encuentra en los bosques montanos,  a una altitud de 1100-2600 metros, en el sur de México, Mesoamérica, Perú.

## Taxonomía
Asplenium achilleifolium fue descrita por (M.Martens & Galeotti) Liebm.  y publicado en Kongelige Danske videnskabernes Selskabs Skrifter, Naturvidenskabeli Mathematisk Afdeling 1: 249. 1849.
Etimología
Ver: Asplenium
achilleifolium: epíteto de la palabra griega: αχιλλειος, achille = Aquiles, el héroe griego de la guerra de Troya; milenrama o aquilea, dice que descubrió el valor medicinal de Achilles" y el término latino folius = "hoja", aludiendo a la semejanza de sus hojas con Achillea millefolium.
Sinonimia
- Asplenium achilleifolium var. pinnatifido-serratum Hook.
- Asplenium conchatum (Fée) T. Moore
- Asplenium grande Fée
- Athyrium achilleifolium (M. Martens & Galeotti) Fée
- Athyrium conchatum Fée
- Athyrium grande (Fée) E. Fourn.
- Caenopteris achilleifolia M. Martens & Galeotti[4]